# 粘毛螺序草
粘毛螺序草（学名：Spiradiclis tomentosa），为茜草科螺序草属下的一个植物种。